# Karbon

Karbon14時期的標誌

Karbon（原名Karbon14、Kontour、KIllustrator）是一個自由的矢量繪圖程序。Calligra Suite辦公軟體套裝組成一部分。具有易於使用、高度可定制、可擴展的用戶界面。對初學者可以容易探索這個向量繪圖的世界以及為成為藝術家想要創造驚人的藝術的工具。使得創建剪貼畫、標誌、插圖或照片向量圖像變得十分容易。
Karbon原名Karbon14，是來自於碳-14（Carbon-14）的文字遊戲，但於2012年2月26日將「14」去除改為「Karbon」。

## 特色
- 載入支持ODG、SVG、WPG、WMF、EPS/PS
- 寫入支持ODG、SVG、PNG、WMF、PDF
- 自定的用戶界面與自由移動的工具欄和docker
- 圖層docker，易於處理複雜的文件，包括預覽縮略圖，支持分組形狀通過拖放，控制形狀的透明度或鎖定
- 進階路徑編輯工具
- 各種繪圖工具創建路徑形狀包括draw path工具、鉛筆工具，以及書法繪畫工具

## 另見
- 開放美工圖庫

## 外部連結
- 官方网站 （页面存档备份，存于）